# Cizer
Cizer, nommée populairement Țiser (en hongrois Csizér) est une commune roumaine du județ de Sălaj, dans la région historique de Transylvanie et dans la région de développement du Nord-ouest.

## Géographie
La commune de Cizer est située dans le sud du județ, à la limite avec le județ de Cluj, dans les Monts Meseș, sur le cours supérieur de la rivière Crasna, à 16 km au sud de Crasna et à 35 km au sud-ouest de Zalău, le chef-lieu du județ. Le point culminant du județ, le Mont Magura Priei (996 m d'altitude) se trouve sur le territoire du village de Pria.
La municipalité est composée des trois villages suivants (population en 2002) :
- Cizer (1 741), siège de la commune ;
- Plesca (211) ;
- Pria (515).

## Histoire
La première mention écrite de la commune date de 1219 sous le nom de Cesar. En 1329, elle apparaît sous le nom de Chyzer et en 1575 sous celui de Thizér.
La commune, qui appartenait au royaume de Hongrie, faisait partie de la principauté de Transylvanie et elle en a donc suivi l'histoire.
Après le compromis de 1867 entre Autrichiens et Hongrois de l'empire d'Autriche, la principauté de Transylvanie disparaît et, en 1876, le royaume de Hongrie est partagé en comitats. Cizer intègre le comitat de Szilágy (Szilágymegye).
À la fin de la Première Guerre mondiale, l'Empire austro-hongrois disparaît et la commune rejoint la Grande Roumanie.
En 1940, à la suite du deuxième arbitrage de Vienne, elle est annexée par la Hongrie jusqu'en 1944. Elle réintègre la Roumanie après la Seconde Guerre mondiale.

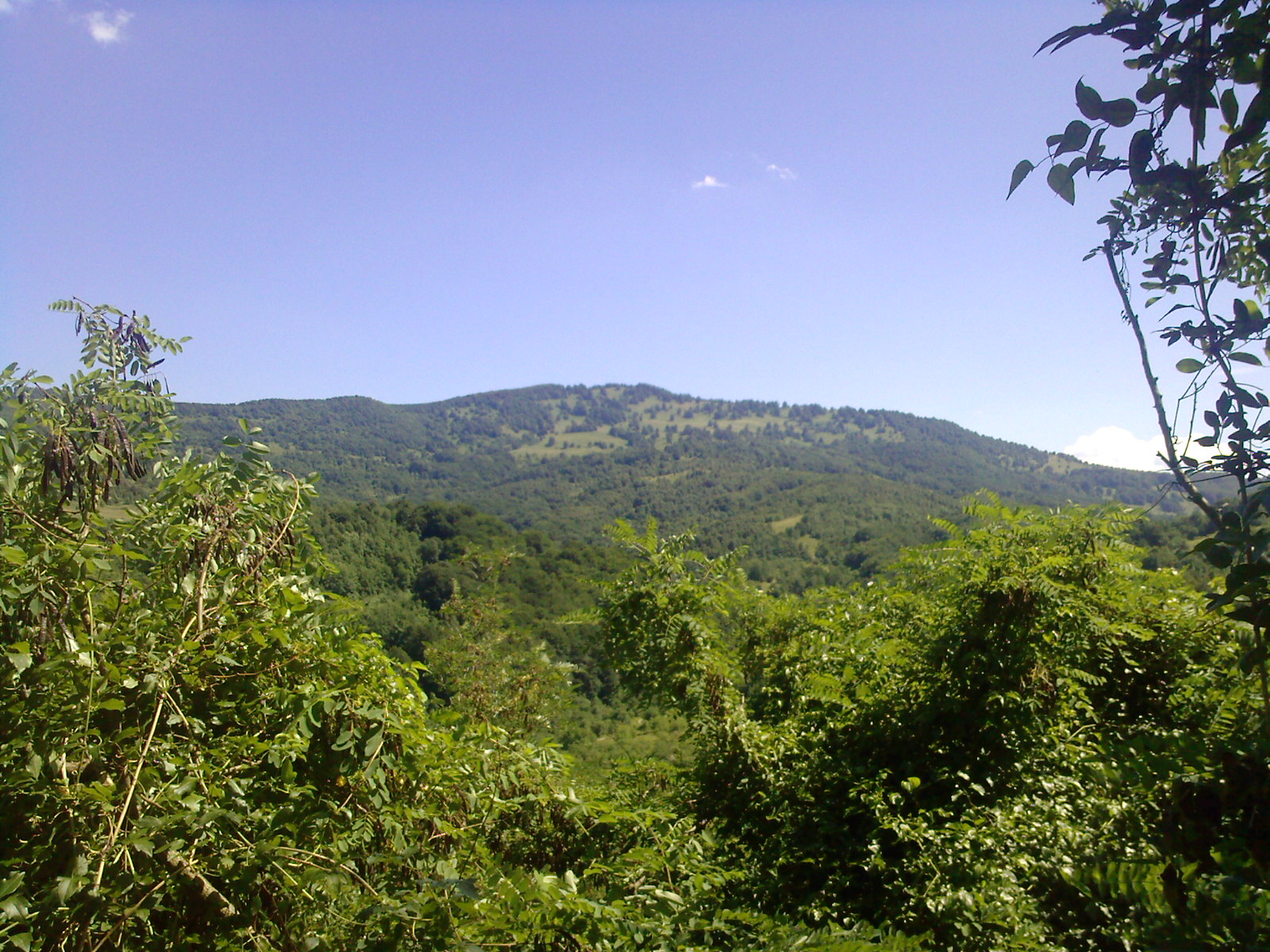
Mont Măgura Priei

## Religions
En 2002, la composition religieuse de la commune était la suivante :
- Chrétiens orthodoxes, 94,00 % ;
- Grecs-Catholiques, 3,20 % ;
- Pentecôtistes, 1,66 %.

## Démographie
En 1910, à l'époque austro-hongroise, la commune comptait 3 418 Roumains (96,39 %) et 120 Hongrois (3,4 %).
En 1930, on dénombrait 3 707 Roumains (96,49 %), 9 Hongrois (0,23 %), 59 Juifs (1,54 %) et 67 Tsiganes (1,74 %).
En 1956, après la Seconde Guerre mondiale, 4 214 Roumains (99,90 %) côtoyaient 4 Hongrois (0,10 %).
En 2002, la commune comptait 2 221 Roumains (90,02 %) et 242 Tsiganes (9,80 %). On comptait à cette date 1 072 ménages et 1 442 logements.
| 1850  | 1880  | 1900  | 1910  | 1920  | 1930  | 1941  | 1956  | 1966  |
| ----- | ----- | ----- | ----- | ----- | ----- | ----- | ----- | ----- |
| 2 332 | 2 729 | 3 201 | 3 546 | 3 417 | 3 842 | 4 119 | 4 218 | 3 860 |

| 1977  | 1992  | 2002  | 2007  | - | - | - | - | - |
| ----- | ----- | ----- | ----- | - | - | - | - | - |
| 3 802 | 2 738 | 2 467 | 2 441 | - | - | - | - | - |

## Économie
L'économie de la commune repose sur l'agriculture, l'élevage, l'exploitation des fôrêts (26 % du territoire communal) et la transformation du bois. le tourisme de randonnée dans les Monts Meseș (flore et faune très riches) est également un atout de la commune

## Communications

### Routes
Cizer est située sur la route régionale DSJ108G qui mène vers Crasna au nord et vers le județ de Cluj au sud.

## Lieux et monuments

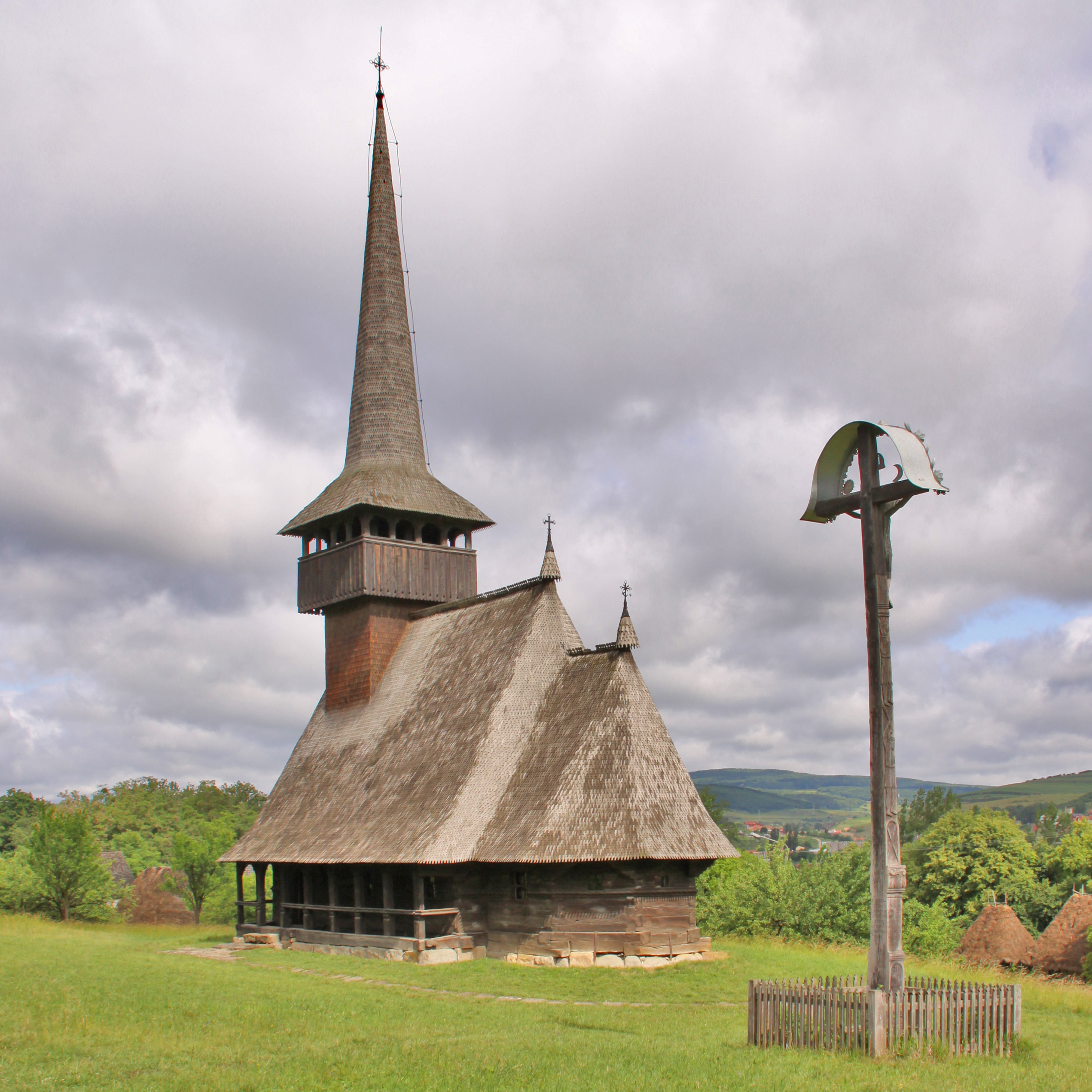
L'église de Cizer dans le Musée de Cluj.

- Cizer, musée ethnographique installé dans une ferme restaurée et datant du XVIIIe siècle.
- Cizer, l'église en bois du village, classée monument historique, datant de 1773, a été démontée et remontée en 1968 dans le Parc Ethnographique National de Transylvanie à Cluj-Napoca.
- Măgura Priei (aire naturelle dans la partie de sud de la commune)